# جيرارد توماس
جيرارد توماس (و. 1663 – 1721 م) هو رسام، وفنان من الأراضي المنخفضة الجنوبية، ولد في أنتويرب، توفي في أنتويرب، عن عمر يناهز 58 عاماً.